# Mistrzostwa Oceanii w podnoszeniu ciężarów
Mistrzostwa Oceanii w podnoszeniu ciężarów po raz pierwszy odbyły się w Guamie w roku 1994 (startowali wyłącznie mężczyźni) i odbywały się regularnie co roku. Turniej kobiet rozgrywany jest od 1996 roku.

## Mistrzostwa Oceanii
| Lp.  | Rok  | Miejsce               | Turniej mężczyzn | Turniej kobiet |
| I    | 1994 | Guam                  | Manolito Molinos - 54 kg Ari Danny - 59 kg Marcus Stephen - 64 kg Peter Kilapa - 70 kg Ofisa Ofisa - 76 kg Valamai Dau - 83 kg Eric Brown - 91 kg Luake Amete - 99 kg Alesana Sione - 108 kg Tauama Timoti - +108 kg | rozegrano tylko konkurencje męskie |
|      | 1995 | turniej nie odbył się | turniej nie odbył się | turniej nie odbył się |
| II   | 1996 | Apia                  | P.Wesley - 54 kg Danny Ari - 59 kg Marcus Stephen - 64 kg Peter Kilapa - 70 kg Ofisa Ofisa - 76 kg Rodin Thoma - 83 kg Eric Brown - 91 kg T.Apolosio - 99 kg H.Falakiko - 108 kg F.Iopu - +108 kg                    | Jan Degia - 46 kg Della Shaw - 54 kg Nita Uera - 59 kg Micharda Tannang - 64 kg R.Brown - 70 kg T. Toala - 76 kg Sheeva Peo - 83 kg S.Cavinbuka - +83 kg                                     |
| III  | 1997 | Wellington            | Danny Botelanga - 54 kg P.Wesley - 59 kg Marcus Stephen - 64 kg Peter Jikoutai - 70 kg M.Yoshida - 76 kg Quincy Detenamo - 83 kg J.Augustine - 91 kg Gerard Garabwan - 99 kg Luake Amete - 108 kg T.Taua - +108 kg   | Jan Degia - 46 kg E.Raidinen - 50 kg Tyoni Batsiua - 54 kg Nita Uera - 59 kg Micharda Tannang - 64 kg Lesuma Eongen - 70 kg A.Tauaterua - 76 kg Sheeva Peo - 83 kg Cynthia Bernanos - +83 kg |
| IV   | 1998 | Nauru                 | Danny Botelanga - 56 kg Marcus Stephen - 62 kg Sililo Fomai - 69 kg Ofisa Ofisa - 77 kg Haseroto Kaio - 85 kg Eric Brown - 94 kg Luake Amete - 105 kg Alesana Sione - +105 kg                                        | Jan Degia - 48 kg Tyoni Batsiua - 53 kg Nita Uera - 58 kg Kesaia Tawai - 63 kg Lesuma Eongen - 69 kg Rosetta Detenamo - 75 kg Sheeva Peo - +75 kg                                            |
| V    | 1999 | Melbourne             | Manuel Minginfel - 56 kg Marcus Stephen - 62 kg Joe Vueti - 69 kg Quincy Detenamo - 77 kg Rupeni Varea - 85 kg Rodin Thoma - 94 kg Gerard Garabwan - 105 kg Alesana Sione - +105 kg                                  | Ebonette Deigaeruk - 48 kg Tyoni Batsiua - 58 kg Kesaia Tawai - 63 kg E.Raidinen - 69 kg Rosetta Detenamo - 75 kg Sheeva Peo - +75 kg                                                        |
| VI   | 2000 | Nauru                 | Willen Dageago - 56 kg Marcus Stephen - 62 kg Joe Vueti - 69 kg Quincy Detenamo - 77 kg Ofisa Ofisa - 85 kg Rodin Thoma - 94 kg Luake Amete - 105 kg Isca Kam - +105 kg                                              | Ebonette Deigaeruk - 48 kg Arua Mea - 53 kg Melissa Fejeran - 58 kg Kesaia Tawai - 63 kg Valerie Pedro - 69 kg Mary Diringa - 75 kg Sheeva Peo - +75 kg                                      |
| VII  | 2001 | Auckland              | Starron Dowabobo - 56 kg Gad Teabuge - 62 kg Yukio Peter - 69 kg Renos Doweiya - 77 kg Niusila Opeloge - 85 kg Marea Teoiaki - 94 kg Luake Amete - 105 kg Ngalu Tevita - +105 kg                                     | Ebonette Deigaeruk - 48 kg Francine Dongobir - 53 kg Tyoni Batsiua - 58 kg Sheba Deireragea - 63 kg Thelma Raidinen - 69 kg Mary Diringa - 75 kg Sheeva Peo - +75 kg                         |
| VIII | 2002 | Suva                  | Jeffrey Robby - 56 kg Chako Daniel - 62 kg Yukio Peter - 69 kg Quincy Detenamo - 77 kg Niusila Opeloge - 85 kg Eleei Ilalio - 94 kg Luaki Amete - 105 kg Maamaloa Lolohea - +105 kg                                  | Ebonette Deigaeruk - 48 kg Dika Toua - 53 kg Tyoni Batsiua - 63 kg Sheba Deireragea - 69 kg Mary Diringa - 75 kg Reanna Solomon - +75 kg                                                     |
| IX   | 2003 | Nukuʻalofa            | Jeffrey Robby - 56 kg Manuel Minginfel - 62 kg Yukio Peter - 69 kg Joe Vueti - 77 kg Niusila Opeloge - 85 kg Bodie Buramen - 94 kg Sam Pera - 105 kg Maamaloa Lolohea - +105 kg                                      | Ebonette Deigaeruk - 48 kg Dika Toua - 53 kg Tyoni Batsiua - 58 kg Della Vaukurivalu - 63 kg Sheba Deireragea - 69 kg Mary Diringa - 75 kg Reanna Solomon - +75 kg                           |
| X    | 2004 | Suva                  | Starron Dowabobo - 56 kg Manuel Minginfel - 62 kg Yukio Peter - 69 kg Renos Doweiya - 77 kg Meamea Thomas - 85 kg Marea Teoiaki - 94 kg Rutherford Jeremiah - 105 kg Itte Detenamo - +105 kg                         | Rita Kari - 48 kg Dika Toua - 53 kg Alexandra Patris - 58 kg Alexandrina Patris - 63 kg Kesaia Tawai - 69 kg Sheba Deireragea - 75 kg Sioe Haioti - +75 kg                                   |
| XI   | 2005 | Melbourne             | Starron Dowabobo - 56 kg Manuel Minginfel - 62 kg Renos Doweiya - 69 kg Yukio Peter - 77 kg Uati Maposua - 85 kg Sam Pera - 94 kg Luaki Amete - 105 kg Itte Detenamo - +105 kg                                       | Suzanne Hiram - 48 kg Dika Toua - 53 kg Rita Kari - 58 kg Sheba Deireragea - 75 kg Sioe Haioti - +75 kg                                                                                      |
| XII  | 2006 | Apia                  | Starron Dowabobo - 56 kg Manuel Minginfel - 62 kg Logona Esau - 69 kg Yukio Peter - 77 kg Faauliuli Faavae - 85 kg Tia Falesuani - 94 kg Niusila Opeloge - 105 kg Itte Detenamo - +105 kg                            | Suzanne Hiram - 48 kg Alexandrina Patris - 63 kg Alexandra Patris - 69 kg Sheeba Deireragea - 75 kg Kefilini Tualau - +75 kg                                                                 |
| XIII | 2007 | Apia                  | Manueli Tulo - 56 kg Manuel Minginfel - 62 kg Ika Aliklik - 69 kg Yukio Peter - 77 kg Uati Maposua - 85 kg David Katoatau - 94 kg Eleei Ilalio - 105 kg Itte Detenamo - +105 kg                                      | Suzanne Hiram - 48 kg Dika Toua - 53 kg Rita Kari - 58 kg Alexandrina Patris - 63 kg Kesaia Tawai - 69 kg Mary Opeloge - 75 kg Ele Opeloge - +75 kg                                          |
| XIV  | 2008 | Auckland              | Starron Dowabobo - 56 kg Manuel Minginfel - 62 kg Ika Aliklik - 69 kg Yukio Peter - 77 kg Uati Maposua - 85 kg Jonathan Yoshida - 94 kg Eleei Ilalio - 105 kg Itte Detenamo - +105 kg                                | Kathleen Hare - 48 kg Dika Toua - 53 kg Wendy Hale - 58 kg Rita Kari - 63 kg Manu Kuoi - 69 kg Mary Opeloge - 75 kg Ele Opeloge - +75 kg                                                     |
| XV   | 2009 | Darwin                | Manueli Tulo - 56 kg Moses Wak - 62 kg Temake Tekaei - 69 kg Yukio Peter - 77 kg David Katoatau - 94 kg Amete Luaki - 105 kg Itte Detenamo - +105 kg                                                                 | Manu Kuoi - 69 kg Mary Opeloge - 75 kg Ele Opeloge - +75 kg |
| XVI  | 2010 | Suva                  | Manueli Tulo - 56 kg Manuel Minginfel - 62 kg Steven Kari - 69 kg Taqua Peniasi - 77 kg Val-John Starr - 85 kg David Katoatau - 94 kg Niusila Opeloge - 105 kg Itte Detenamo - +105 kg                               | Kathleen Hare - 48 kg Hitolo Dogodo - 53 kg Maria Liku - 58 kg Faitoga Togagae - 63 kg Manu Kuoi - 69 kg Mary Opeloge - 75 kg Ele Opeloge - +75 kg                                           |